# X-Porter
X-Porter is een Nederlands bier van hoge gisting.
Het bier wordt gebrouwen in opdracht van de Stichting Noord-Hollandse Alternatieve Bierbrouwers (SNAB) te Purmerend in De Proefbrouwerij te Hijfte, België.
Het is een donkerbruin bier, type Porter met een alcoholpercentage van 4,5% (10,9° Plato).